# Lehrerseminar (Franzburg)

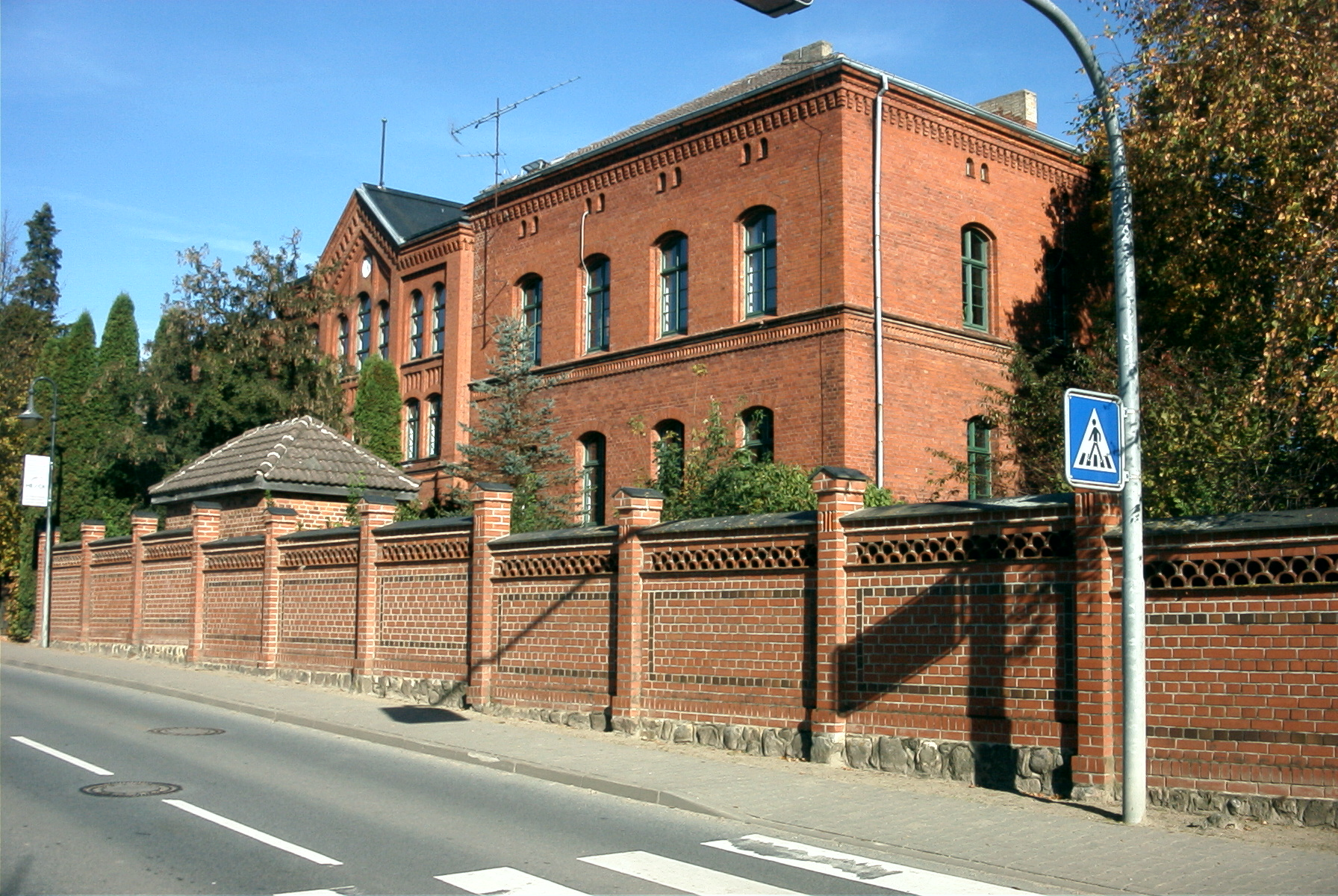

Das ehemalige Lehrerseminar (auch Pädagogium genannt) in Franzburg (Mecklenburg-Vorpommern), An der Promenade 10, stammt von 1875. Es war später bis 2008 das Johannes-Bugenhagen-Gymnasium.
Das Gebäude steht unter Denkmalschutz.

## Geschichte
Franzburg, mit 1395 Einwohnern (2019), entstand ab 1231 als Kloster und wurde als Schloss Frantz(en)burgh 1587 erwähnt. 1825 wurde in Vorpommern die Schulpflicht eingeführt, und so gab es einen erhöhten Bedarf an Volksschullehrern. Die Greifswalder  Ausbildungsstätte für Lehrer reichte bald nicht mehr aus. 1853 wurde das Lehrerseminar von Greifswald nach Franzburg verlegt.
Das zweigeschossige, dreiflügelige, verklinkerte historisierende Gebäude in U-Form mit einem mittleren Giebelrisaliten, mit Mezzaningeschoss und Traufgesims mit friesartigem Ornament wurde 1875 als Ausbildungsstätte für Volksschullehrer als  Lehrerseminar gebaut. Ein hinterer Anbau ergänzt die Anlage. In über 100 Räumen waren im Mittelbau die Unterrichtsräume, die Aula und eine Küche sowie in den beiden Seitenflügeln die Wohnungen der Lehrerfamilien untergebracht. Das Portal als Haupteingang wird durch rote Sandsteinsäulen getragen. Die Eingänge zu den Lehrerwohnungen haben Veranden.
Preußen baute aus kulturpolitischen Gründen solche Schulen in Gemeinden, in denen vor allem Handwerker und Bauern lebten. In der ansonsten kleinteiligen Ortsbebauung sind zudem nur die Pfarrkirche, das ehemalige Schloss und das Rathaus dominante Bauten. 1907 wurde die Einrichtung durch eine Präparandenanstalt ergänzt. 1926 endete die Ausbildung von Volksschullehrern in Franzburg. Die Lehrerseminare sollten nun in Preußen zentralisiert werden. Die Pädagogische Akademie Stettin entstand in Stettin um 1930/32.
Bis 1954 diente die Anlage als Aufbauschule mit Internat für Begabte aus den Volksschulen, wo in sechs Jahren die volle anerkannte Reife erlangt werden konnte. Ab 1948 hieß sie Fichte-Oberschule. Nach 1954 wurden hier Lehrer, Erzieher und Kindergärtnerinnen ausgebildet. Daraus wurde nach 1990 das Johannes-Bugenhagen-Gymnasium, das bis zum Sommer 2008 bestand.
Das Gebäude steht seitdem leer und soll verkauft werden.
Denkmalgeschützt ist auch die verzierte Umfassungsmauer aus Backsteinen.